# Thryptomene baeckeacea
Thryptomene baeckeacea är en myrtenväxtart som beskrevs av Ferdinand von Mueller. Thryptomene baeckeacea ingår i släktet Thryptomene och familjen myrtenväxter. Inga underarter finns listade i Catalogue of Life.